# オタワ・セネターズ
オタワ・セネターズ（英: Ottawa Senators、 仏: Sénateurs d'Ottawa）は、カナダ・オンタリオ州オタワを本拠としたナショナルホッケーリーグ（NHL）所属のプロアイスホッケーチームである。
歴史的に見ると、オタワ・セネターズとは次のチームの総称である。
1. 1901年から1934年までNHA、NHL等に所属したチーム
2. 1934年から1955年までQSHL・QHLに所属したチーム
3. 1992年に創設されNHLに所属しているチーム

以下、1を旧セネターズ、3を新セネターズと略記し、本項では主に新セネターズについて記述する。なお、英語版ウィキペディアにおいては、旧セネターズをOttawa Senators (original)で（2の詳細についてはOttawa Senators (senior hockey)に詳しい）、新セネターズをOttawa Senatorsで扱っている。なお、1909年シーズンのみFHLに参戦したチームについてはOttawa Senators (FHL)を参照のこと。

## 歴史

### 旧セネターズ
ホッケーの歴史を研究する者の多くは、1901年から1934年までオタワにフランチャイズを置いた旧オタワ・セネターズをホッケー黎明期における最も偉大なチームとして認識している。
チームは、CAHL (Canadian Amateur Hockey League) 、NHA (National Hockey Association) 、NHL (National Hockey League) に参戦し、当時はまだチャレンジ・トロフィであったスタンレー・カップで合計9度の優勝を遂げた。
チームは、複数のニックネームがあったが（そのうちでも最も有名なのが、ホッケー創成期の伝説となっているオタワ・「シルバーセブン」(Ottawa Silver Seven) ）、チーム史を通じて最も一般的なのは、セネターズである。
チームの在籍選手を語ることはそのままホッケーの伝説を語ることとなり、Frank McGee 、キング・クランシー (King Clancy) 、 Harry Westwick 、 Bruce Ridpath 、 Clint Benedict 、 Alex Connell 、 Frank Nighbor 、 Cy Denneny をはじめ多数の選手がいた。  
1930年代に在籍した選手は、あらかたホッケーの殿堂入りを果しており、チームが最後にスタンレー・カップ決勝進出をした1926-1927シーズンまでに、組織化されたホッケー界のあらゆるチームの中で最も多くのカップ獲得、勝利数、リーグチャンピオンとなり、また最多の殿堂入り選手を輩出した。
旧セネターズは、 NHA 、 NHL 双方のリーグの創設メンバーであり、NHL に加入してからは西部リーグのチームと戦って4度のスタンレー・カップを獲得した。なお、1927年のスタンレー・カップ決勝、対ボストン・ブルーインズ戦以降は、NHL はカップを優勝チームのみに授与することとなった。
「小規模市場のフランチャイズ ("small-market franchise") 」という言葉は、決して新しい言葉なのではなく、NHL における最少の市場として、1927年頃からオタワはリーグからの財政的支援を求めていた。チームは徐々にスター選手を他チームに譲渡しており、世界大恐慌に伴うストライキの折には、スーパースターでディフェンスのキング・クランシーを1930年当時破格の35,000ドルで売りに出した。それでも十分とはいえず、1932-1933シーズンには、フランチャイズでの業務活動を一時休止した。 
その後のシーズン、セネターズは活動を再開するが、有力選手に事欠いたために、オタワにおける残り2シーズンを惨めな成績で終えることとなった。こうして、かって一大勢力を誇ったフランチャイズは、セントルイスに移転することとなり、旧セネターズは最後の1934-1935シーズン をセントルイス・イーグルス (St. Louis Eagles) の名称で戦ったのである。
この旧セネターズは、新セネターズとは一応関係のないチームとして位置づけられる。ただし、NHL の発行した新フランチャイズの証明書には、フランチャイズ権の「再授与 (re-instatement) 」であると宣言されている。

### 新セネターズ
NHL は1992-1993シーズンにリーグ加盟チームの拡張を計画したが、競合するいくつもの候補地がしのぎを削った。これに先立つ1989年からチームのオーナー、ブルース・ファイアストン (Bruce Firestone) は、旧セネターズ最後の生き残りであるフランク・フィニガン (Frank Finnigan) を前面に押し立てて、精力的な招致運動を展開した。これにより、新生セネターズは2つの枠のうち1つを見事獲得し（残り一つの枠はタンパベイ・ライトニングに割り当てられた。）、1992年からNHLに参戦することとなった。
セネターズの企ては、ある意味で一か八かの大博打とも思われるもので、間もなくチームの財政的な問題が表面化した。ファイアストンは、加盟金5,000万ドルを調達するために借金をするといった問題を抱えていた。また、チームの管理部門は、新スタジアム建設のための資金繰りをどうするかで数年間頭を悩ませ続けた。
チームは、オンタリオ州政府から新たなインターチェンジ建設のための資金拠出さえ断られるなど、政府からは何の財政的支援も受けることができなかった。
1993年8月17日になって、借金の返済期限を守れず返済の見込みが立たなくなったブルース・ファイアストンはオーナーを辞任、チームはハイテク企業の大立者であったロッド・ブライデン (Rod Bryden) が引き継いだ。
この1年後、ロッド・ブライデンは、パラジウム (Palladium) と呼ばれるアリーナ建設のために、1億8,800万ドルの資金調達を行った。このスタジアムは、よくデザインされたアリーナとして広く認められる一方で、建設が始まってからずっと交通の便が悪い点を批判されてきた。このアリーナは、オタワからはるか西の郊外にあり、オタワの東部やウタウエ（Outaouais、 オタワ川対岸ケベック州ガティノーの地名）などから長時間かかる。また、試合があるときには頻繁に交通渋滞が起こる問題があり、前述の問題と相まって、試合終了後の祝勝ムードを維持するのを困難なものとする場合がある。
また、タンパベイ・ライトニング（このフランチャイズは、招致の折に他の有力な候補地と考えられていたフロリダ州 セント・ピーターズバーグ(Saint Petersburg)に打ち勝ったのであるが、これはNHL の名選手であったフィル・エスポジトのリーダーシップに負うところが多かった。）とともに、スター選手を欠くために広告宣伝活動があまり上手とはいえないということもある。
新セネターズは、NHL 第1戦目を、プロホッケーのアリーナの標準としては小さい、収容人員9,862名のオタワ・シビックセンターで戦い、モントリオール・カナディアンズ相手に5対3で勝利を収めた。痛ましいことに、新チームが活動を始める前に招致に尽力したフィニガンはこの世を去った。この初戦のカナディアンズに対する勝利が新チームにとって最大の栄光の瞬間であったといえ、1992-1993シーズンにはリーグ最多の70敗を喫し、この後も数シーズンに渡って苦難の道程は続いた。
1995-1996シーズンの1月には新セネターズにとって大きな2つの出来事が起こった。1つは、ジャック・マルタン (Jacques Martin) がヘッドコーチに就任したこと、もう一つは新アリーナへの移転である。この、18,500席を有する パラジウム（後にコーレル・センターと改称する。）は、オタワ郊外のカナタにある。この年は、凡庸な成績しか残せなかったセネターズであるが、これから目を見張るような転換を見せるようになった。
スウェーデン人FWのダニエル・アルフレッドソンは、新セネターズ初のカルダー記念賞を受賞した。そして、1996-1997シーズンには、初のプレイオフ進出を果す（バッファロー・セイバーズと対戦し、スリリングな第7戦で敗退）。また、翌1997-1998シーズンには、第6戦でニュージャージー・デビルスを下して、プレイオフ初勝利を上げた。
1999-2000シーズン期間中、チームとアレクセイ・ヤシンの契約を巡るトラブルは、暗礁に乗り上げた。ヤシンはシーズンを通じて契約を保留し続けたが、このときはセネターズでもう一年プレーする義務があるとの裁定が出た。レギュラーシーズンでは、チームは93ポイントを上げ第2位となったが、プレイオフではトロント・メープルリーフスに2勝4敗と早々と姿を消した。
ヤシンは、2000-2001シーズンもセネターズでプレイしたが、2001年の夏にニューヨーク・アイランダーズにトレードで移籍した。このときの交換条件は、選手がジノ・チャラ (Zdeno Chara) 及び Bill Muckalt に アイランダーズのドラフトにおける第1、第2順位の指名権であり、セネターズはこの権利をジェイソン・スペッツア獲得に使用した。このシーズンは、またもプレイオフ第1ラウンドで、メープルリーフスに敗退する。このシリーズではメープルリーフスのゴーリー、カーティス・ジョゼフ (Curtis Joseph) に得点を阻まれて4連敗といいところなく終えた。
2001-2002シーズンは、94ポイントを上げ第3位につけた。プレイオフでは、フィラデルフィア・フライヤーズに勝利し、チームはプレイオフでの2勝目を上げたがまたも7試合の末に宿敵メープルリーフスに黒星を喫した。
セネターズは2003年1月9日長年にわたる赤字累積により破産宣告の申請を行った。その後もNHL からの緊急財政支援を受けレギュラーシーズンでの対戦は継続された。こういった、リンク外でのトラブルにも拘わらず、2002-2003シーズンには、113ポイントの成績を残しリーグ最高成績を収めたチームに与えられる会長賞 (President's Trophy) を受賞している。そしてプレイオフでは、ニューヨーク・アイランダーズ、フィラデルフィア・フライヤーズを連破したが、スタンレー・カップ決勝進出を目前にして、ニュージャージー・デビルスの前に涙を飲んだ（デビルスはこの年、カップ優勝）。
2003年9月に、チームは医薬品メーカーの Eugene Melnyk 社に買収された。
新セネターズは、創設来毎年プレイオフ進出を果しているが、その成績はあまり芳しいものといえない。中でも、メイプルリーフスには3年連続で敗北を喫しており、両チームのライバル関係に拍車をかけた。さらに、2003-2004シーズンのプレイオフでは、過去5年間で4度目となる対メープルリーフス敗北を重ね、セネターズにはこのオンタリオ州に本拠地を置くライバルに対する勝利を求めるプレッシャーが強くなった。
この敗北から2日後、コーチのジャック・マルタンは解任された。マルタンは、セネターズのコーチを8年半務め、多くの者から尊敬を集め、レギュラーシーズン 341勝255敗96引き分けを記録し、8度のプレイオフ進出を果し、多くの者からセネターズをリーグ屈指のチームとするコーチとして期待をされた。しかし、プレイオフ12戦で8敗の成績から、チーム首脳部は新コーチの招聘を決断したのである。
こうして2004年6月8日、ブライアン・マリー (Bryan Murray) がチーム第5代のヘッドコーチに就任した。
その後2004年から2005年のNHLロックアウト終結後の2005-2006シーズンは、デトロイト・レッドウィングスからフリーエージェントで獲得したドミニク・ハシェック(Dominik Hasek)や、マリアン・ホッサ(Marian Hossa)らを放出して獲得したダニー・ヒートリー(Dany Heatley)などの活躍でカンファレンス1位を獲得した。しかし、プレーオフではあっさりと負けてしまった。
2006-2007シーズン前にはハシェックなどが抜けて、大幅戦力ダウンといわれたものの、スタンレーカップ決勝まで進出、アナハイム・ダックスに1勝4敗で敗れ去った。

## シーズン別の成績

### 旧チーム成績
| 年      | GP | W  | L  | T  | OL | GF  | GA  | PTS | 最終順位     | プレイオフ             |
| 1917-18 | 22 | 9  | 13 | 0  | -  | 102 | 114 | 18  | NHL          | 不参加                 |
| 1918-19 | 18 | 12 | 6  | 0  | -  | 71  | 54  | 24  | NHL          | 決勝敗退               |
| 1919-20 | 24 | 19 | 5  | 0  | -  | 121 | 64  | 38  | NHL          |                        |
| 1920-21 | 24 | 14 | 10 | 0  | -  | 97  | 75  | 28  | NHL          |                        |
| 1921-22 | 24 | 14 | 8  | 2  | -  | 106 | 84  | 30  | NHL          |                        |
| 1922-23 | 24 | 14 | 9  | 1  | -  | 77  | 54  | 29  | NHL          |                        |
| 1923-24 | 24 | 16 | 8  | 0  | -  | 74  | 54  | 32  | NHL          |                        |
| 1924-25 | 30 | 17 | 12 | 1  | -  | 83  | 66  | 35  | NHL          |                        |
| 1925-26 | 36 | 24 | 8  | 4  | -  | 77  | 42  | 52  | NHL          |                        |
| 1926-27 | 44 | 30 | 10 | 4  | -  | 86  | 69  | 64  | NHLC         | スタンレー・カップ優勝 |
| 1927-28 | 44 | 20 | 14 | 10 | -  | 78  | 57  | 50  | NHLC         | 第1ラウンド敗退        |
| 1928-29 | 44 | 14 | 17 | 13 | -  | 54  | 67  | 41  | NHLC         | 不参加                 |
| 1929-30 | 44 | 21 | 15 | 8  | -  | 138 | 118 | 50  | カナディアン | 第1ラウンド敗退        |
| 1930-31 | 44 | 10 | 30 | 4  | -  | 91  | 142 | 24  | NHLC         | 不参加                 |
| 1932-33 | 48 | 11 | 27 | 10 | -  | 88  | 131 | 32  | NHLC         | 不参加                 |
| 1933-34 | 48 | 13 | 29 | 6  | -  | 115 | 143 | 32  | NHLC         | 不参加                 |

### 新チーム成績
| 年      | GP | W  | L  | T  | OL | GF  | GA  | PTS | 最終順位    | プレイオフ                 |
| 1992-93 | 84 | 10 | 70 | 4  | -  | 202 | 395 | 24  | アダムス6位 | 不参加                     |
| 1993-94 | 84 | 14 | 61 | 9  | -  | 201 | 397 | 37  | 北東7位     | 不参加                     |
| 1994-95 | 48 | 9  | 34 | 5  | -  | 117 | 174 | 23  | 北東7位     | 不参加                     |
| 1995-96 | 82 | 18 | 59 | 5  | -  | 191 | 291 | 41  | 北東6位     | 不参加                     |
| 1996-97 | 82 | 31 | 36 | 15 | -  | 226 | 234 | 77  | 北東3位     | カンファランス準々決勝敗退 |
| 1997-98 | 82 | 34 | 33 | 15 | -  | 193 | 200 | 83  | 北東5位     | カンファランス準決勝敗退   |
| 1998-99 | 82 | 44 | 23 | 15 | -  | 239 | 179 | 103 | 北東1位     | カンファランス準々決勝敗退 |
| 1999-00 | 82 | 41 | 28 | 11 | 2  | 244 | 210 | 93  | 北東2位     | カンファランス準々決勝敗退 |
| 2000-01 | 82 | 48 | 21 | 9  | 4  | 274 | 205 | 109 | 北東1位     | カンファランス準々決勝敗退 |
| 2001-02 | 82 | 39 | 27 | 9  | 7  | 243 | 208 | 94  | 北東3位     | カンファランス準決勝敗退   |
| 2002-03 | 82 | 52 | 21 | 8  | 1  | 263 | 182 | 113 | 北東1位     | カンファランス決勝敗退     |
| 2003-04 | 82 | 43 | 23 | 10 | 6  | 262 | 189 | 102 | 北東5位     | カンファランス準々決勝敗退 |
| 2005-06 | 82 | 52 | 21 | -  | 9  | 314 | 211 | 111 | 北東1位     | カンファランス準決勝敗退   |
| 2006-07 | 82 | 48 | 25 | -  | 9  | 288 | 222 | 105 | 北東2位     | スタンリーカップ決勝敗退   |
| 2007-08 | 82 | 43 | 31 | -  | 8  | 261 | 247 | 94  | 北東2位     | カンファランス準々決勝敗退 |
| 2008-09 | 82 | 36 | 35 | -  | 11 | 213 | 231 | 83  | 北東4位     | 不参加                     |
| 2009-10 | 82 | 44 | 32 | -  | 6  | 225 | 238 | 94  | 北東2位     | カンファランス準々決勝敗退 |